# Lophuromys nudicaudus
Lophuromys nudicaudus és un rosegador del gènere Lophuromys que viu a les selves pluvials de plana del sud del Camerun, de Guinea Equatorial (incloent-hi l'illa de Bioko), de la República del Congo, el sud-oest de la República Centreafricana i el nord de la República Democràtica del Congo, entre els rius Ubangi i Aruwimi. L'espècie només fou trobada a una altitud de menys de 700 metres, amb dues excepcions (1.000 metres a Buéa i 1.200 metres a Bioko). L. nudicaudus pertany al subgènere Lophuromys i està relacionat amb L. huttereri, que viu a l'altre costat del riu Congo, a la República Democràtica del Congo. Les poblacions al sud-oest del Camerun i Bioko (respectivament tullbergi Matschie, 1911 i parvulus Eisentraut, 1965) formen possiblement un tàxon a part. L. nudicaudus és gairebé completament insectivor.
L. nudicaudus és un Lophuromys de mida petita a mitjana amb la cua, el crani i les potes curts. La part inferior del cos és tant de color marró vermell clar que el nom anglès de l'espècie és Fire-bellied Brush-furred Rat ('rata emplomallada de ventre de foc'). La llargada total és d'entre 143 i 185 mm, la llargada corporal d'entre 87 i 119 mm, la llargada de la cua d'entre 47 i 74 mm, les potes posteriors d'entre 16,3 i 21 mm, la llargada de les orelles d'entre 10 i 18 mm, la llargada del crani d'entre 26,8 i 29,3 mm i el pes d'entre 29 i 52 grams. El cariotip és 2n=56.